# 尼尔斯·约恩松
尼爾斯·約恩松（瑞典語：Nils Jönsson；1390年代—1450年代）是一位瑞典政治家，出自瑞典著名的奧克森謝爾納家族，是老約恩斯·本特松（奧克森謝爾納）和梅爾塔·芬維德斯多特的兒子。在卡爾馬聯盟時期的一位瑞典國家執政（1448年1月－1448年6月），與他的兄弟本特·約恩松共治。從1432年起，尼爾斯·約恩松加入瑞典樞密院。1436年，成為博里霍爾姆城堡城主；1438年成為斯托克松德城主；1442年，成為尼雪平城堡城主。1441年，巴伐利亞的克里斯托弗加冕後被封為騎士。
1448年1月，國王巴伐利亞的克里斯托弗逝世，死後暫由本特·約恩松與尼爾斯·約恩松共同成為攝政共治，他們二人希望由本特·約恩松的兒子小約恩斯·本特松當選成為國王，但是最後由邦德家族的卡爾八世於1448年6月20日當選。